# Famille von Helldorff
 (juin 2023).
La famille von Helldorff, également von Helldorf, est une famille noble de Misnie. Leur siège ancestral se trouve probablement dans la localité d'Hellendorf.

## Histoire
En 1147, un Ulrich (Adelreich) von Helldorf est cité pour la première fois, mais ce n'est qu'à partir de 1410 que la lignée des Helldorf peut être attestée sans faille. Au XVe siècle, elle fait partie de la chevalerie de la principauté épiscopale de Naumbourg-Zeitz.
Plus tard, la famille est l'un des plus grands propriétaires terriens de Thuringe et de la province de Saxe et possède à un moment donné 30 domaines de chevaliers. Georg Friedrich von Helldorf est connu au sein de la Société des fructifiants sous le nom de "Der Geltende". En 1730, le vice-juge de la cour de Leipzig et chambellan Wolf Heinrich von Helldorf achète le domaine de Gröst de la famille von Breitenbauch (de). Son successeur, Johann Heinrich von Helldorf, chanoine de l'évêché de Mersebourg, chambellan électoral saxon, achète le domaine et le château de Saint-Ulrich (de) à Friedrich Wilhelm von Witzleben (de) en avril 1770, ainsi que Stöbnitz et Mücheln, que la famille possède jusqu'à l'expropriation sans compensation lors de la réforme agraire dans la zone d'occupation soviétique en 1945.
En 1793, son fils Ferdinand Heinrich von Helldorf, capitaine électoral saxon, acquiert le domaine et le château de Bedra à Braunsbedra des héritiers von Brühl. En 1803, il achète également le domaine de Wohlmirstedt. Son fils aîné Wolf (de) (1794-1864) lui succède à Wohlmirstedt et Runstedt et en 1840 est élevé au rang de comte prussien selon le droit d'aînesse, son frère Carl (de) (1804-1860) reprend Saint-Ulrich, Stöbnitz, Oechlitz et Gröst et acquiert en 1859 le domaine de Zingst près de Vitzenburg (de), l'autre frère Heinrich (de) (1799–1873) hérite de Bedra et acquiert le domaine de Baumersroda en 1828. Ses fils Karl (de) (1828–1895), à Baumersroda, Otto (1833–1908), à Bedra, et Ferdinand (de) (1835–1893), à Buchwäldchen, deviennent administrateurs d'arrondissements prussiens, comme leur père. Otto von Helldorff est également député du Reichstag à partir de 1871, où il dirige pendant une dizaine d'années le groupe parlementaire du Parti conservateur allemand, dont il est le président fondateur depuis 1876.
Bedra, Wohlmirstedt, Zingst et Baumersroda restent également dans la famille jusqu'à l'expropriation sans compensation en 1945.
Le mariage de Heinrich von Helldorff avec Margarete von Posern (de) en 1917 fait entrer le château de Rammenau en Haute-Lusace dans la famille; Margarete von Helldorff est également expropriée en 1945.

## Possessions

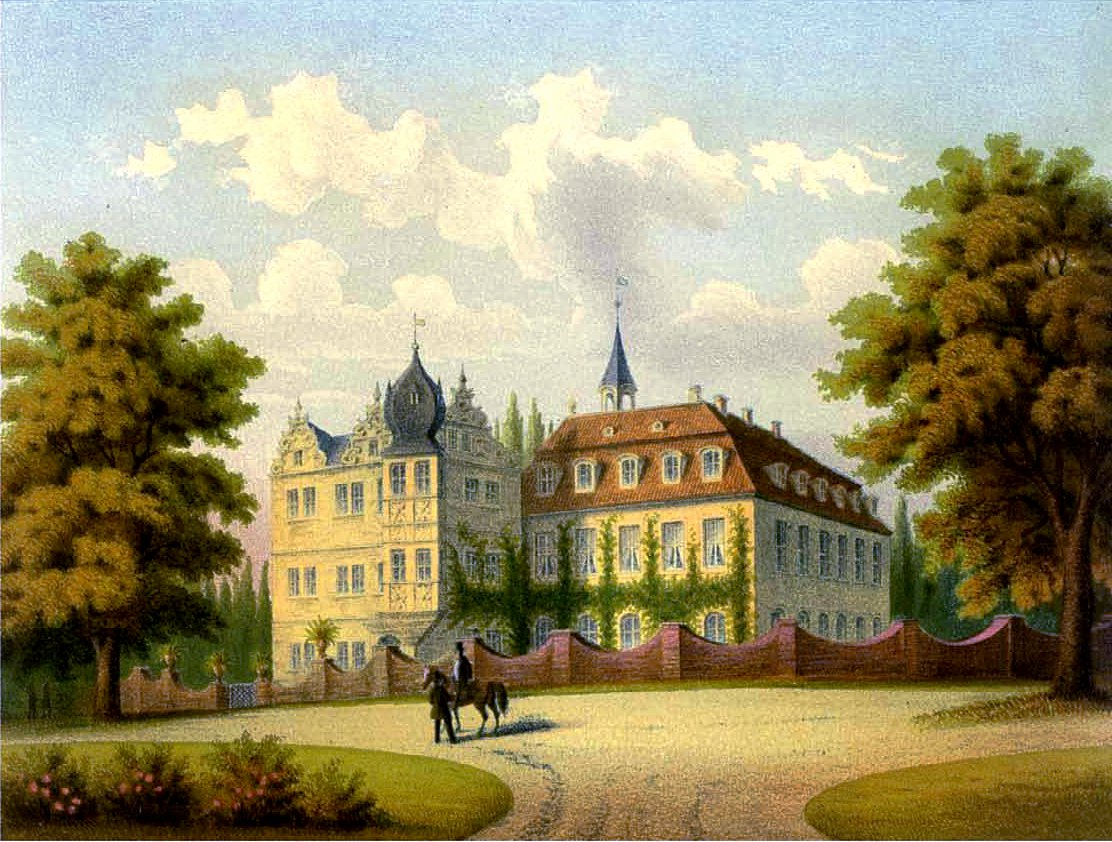
Château de Saint-Ulrich (de)
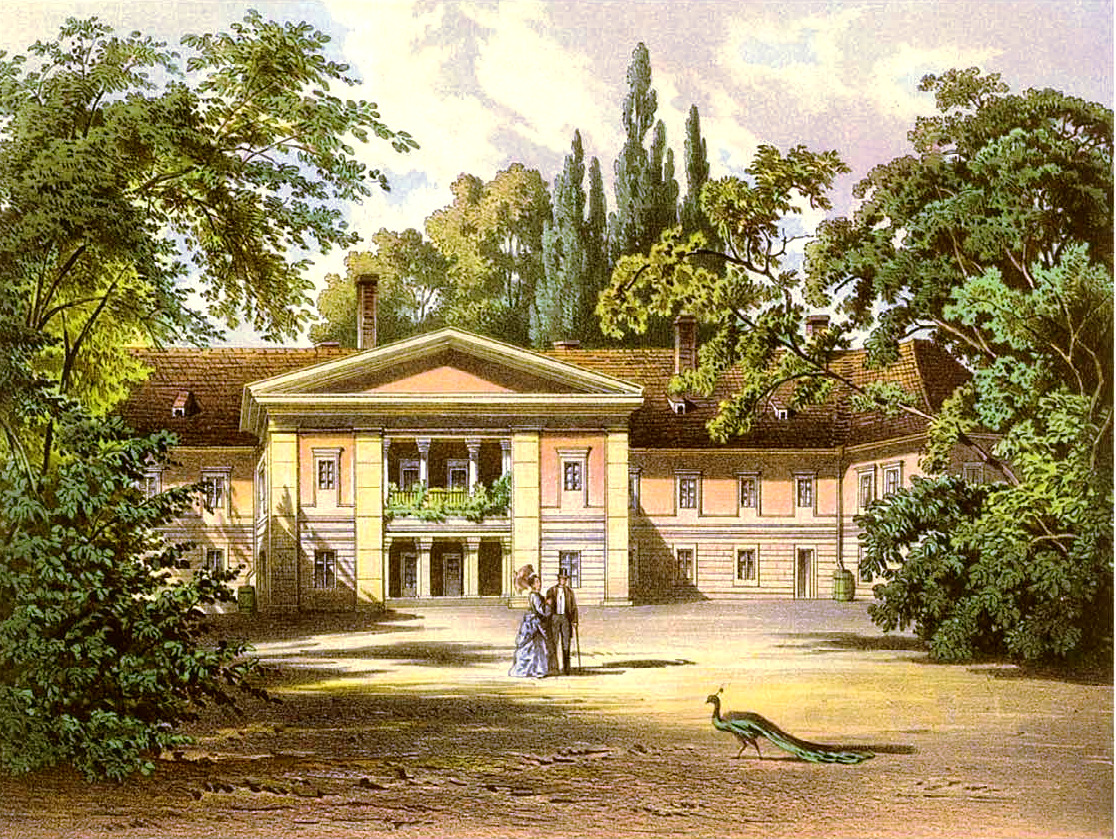
Château de Bedra
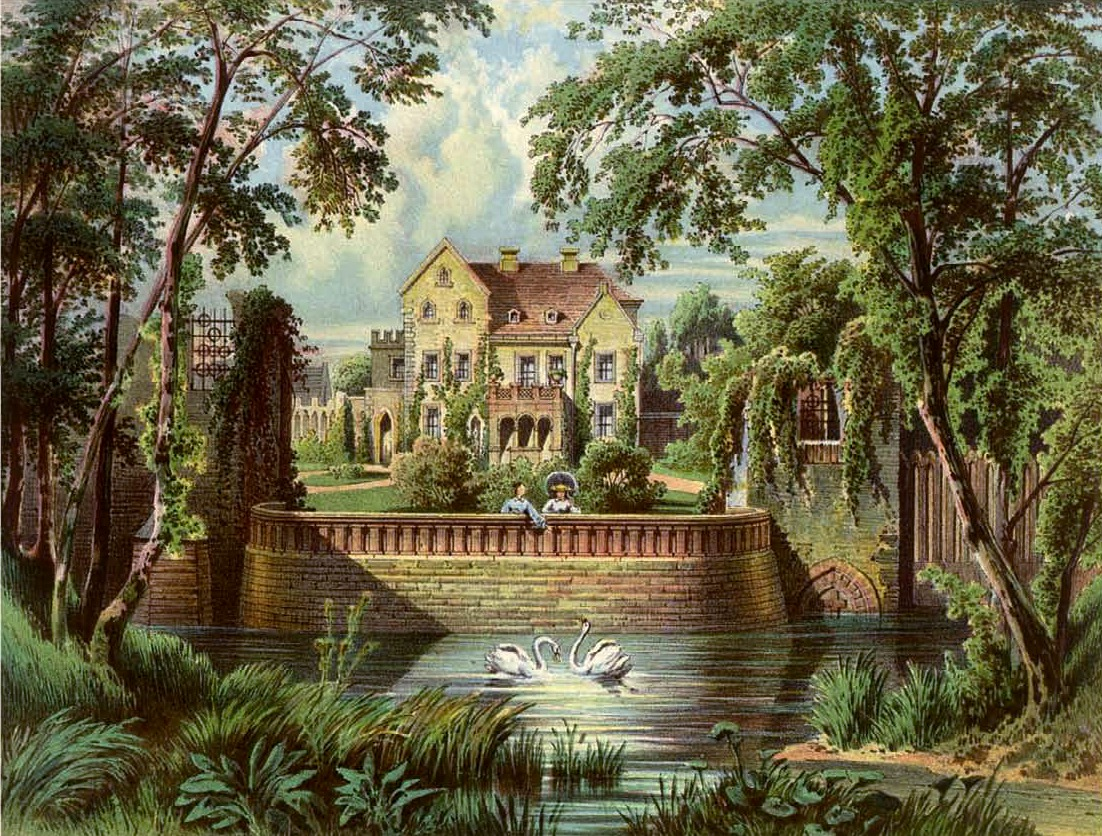
Manoir de Petzkendorf bei Bedra
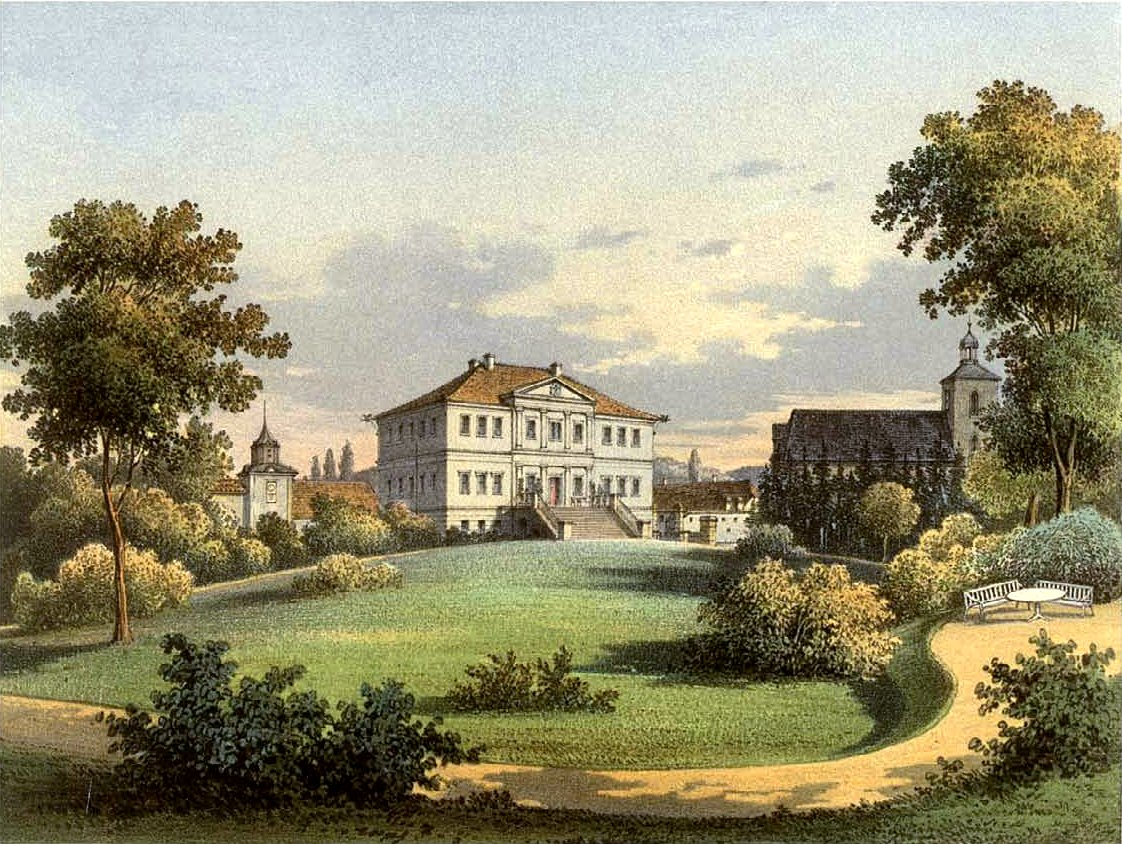
Manoir de Wohlmirstedt
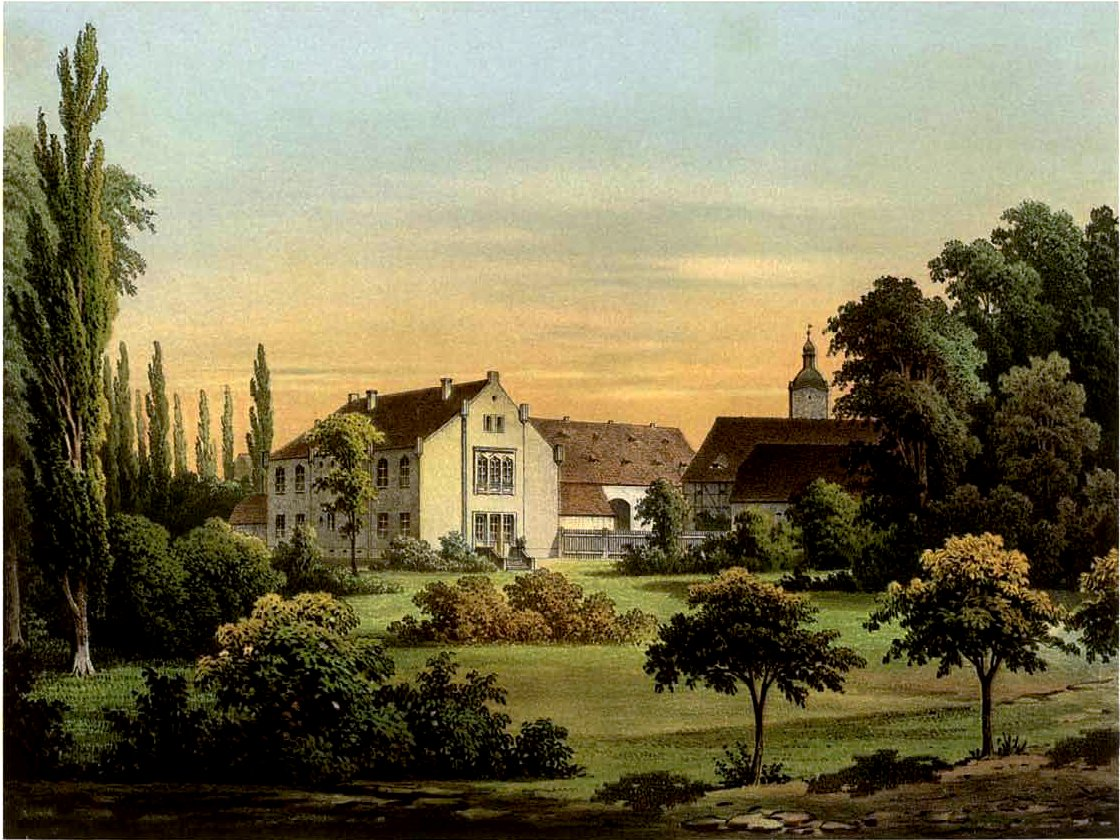
Manoir de Runstedt
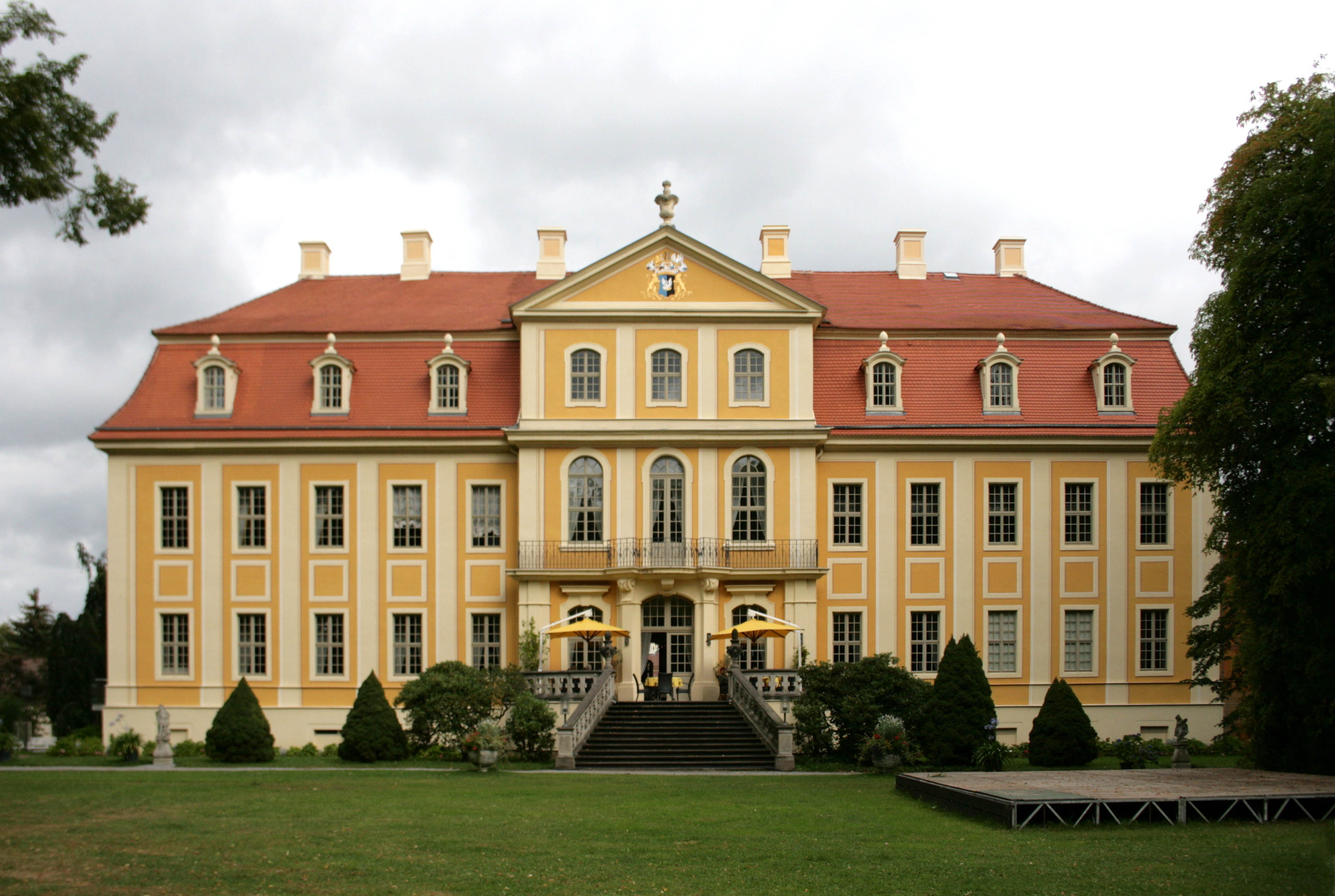
Château de Rammenau

## Personnalités
1re lignée (Nödlitz)
- Heinrich August von Helldorff (de) (1794–1862) auf Nödlitz, général de division prussien

2e lignée, 1e branche
- Johann Heinrich von Helldorff (de) (1726–1793), chambellan électoral saxon et chanoine de la principauté épiscopale de Mersebourg, chambellan électoral saxon, achète Saint-Ulrich en 1770
  - Ferdinand Heinrich von Helldorff (1764–1815), capitaine saxon, à Saint-Ulrich, achète Bedra en 1793 et Wohlmirstedt en 1803
    - Wolf von Helldorff (de) (1794–1864), de Wohlmirstedt et Runstedt, chambellan prussien, élevé au rang primogène de comte en 1840
      - Ferdinand von Helldorff, (né en 1869) auf Wohlmirstedt, capitaine de cavalerie prussien
        - Wolf-Heinrich von Helldorf (1896-1944), auf Wohlmirstedt (jusqu'en 1931), député du Reichstag pour le NSDAP, chef de la police à Berlin (« donation Helldorf »), exécuté en raison de contacts avec la résistance

      - Julius von Helldorff (de) (1827-1908), auf Runstedt, administrateur de l'arrondissement de Mersebourg (de) et député du Reichstag

    - Heinrich Ferdinand von Helldorff (de) (1799–1873), auf Bedra, Baumersroda et Petzkendorf, chambellan et homme politique prussien
      - Karl von Helldorff (1828-1895), sur Baumersroda, administrateur de l'arrondissement de Querfurt (de)
        - Heinrich von Helldorff (de) (1870–1936), à Baumersroda, Bedra, Petzkendorf, Leiha et Schalkendorf, président de la Chambre provinciale d'agriculture de Saxe, administrateur de l'arrondissement de Querfurt

      - Otto von Helldorff (1833-1908), sur Bedra, Petzkendorf, Leiha et Schalkendorf, homme politique conservateur et chambellan prussien
      - Ferdinand von Helldorff (de) (1835-1893), auf Buchwäldchen, administrateur de l'arrondissement d'Ottweiler

    - Carl von Helldorff (de) (1804-1860), de St. Ulrich, Stöbnitz, Oechlitz, Gröst et Zingst, chambellan et homme politique prussien
      - Carl Heinrich von Helldorff (de) (1832-1905), à Ortisei, officier et homme politique

    - Bernhard von Helldorff (1806–1884), chambellan prussien
      - Heinrich von Helldorff (de) (1833–1876), administrateur de l'arrondissement de Zeitz
- 2e lignée 2e branche
  - Wolf von Helldorff (1862–1915), général de division prussien ; Commandant de division

Autres membres :
- Georg Friedrich von Helldorff (1643–1718), premier ministre de Saxe-Weissenfels ; chancelier et président du consistoire; juriste
- Johann Julius von Helldorff (1655-1734), Landkammerrat électoral saxon
- Wolf Heinrich von Helldorff (1699–1750), colonel impérial; Vice-Oberhofrichter électoral saxon
- Oskar von Helldorff (1829–1899), diplomate saxon ; ambassadeur à Vienne
- Heinrich von Helldorff (1832–1897), homme politique; député du parlement de l'État de Saxe-Weimar et véritable conseil secret
- Georg von Helldorff (1834-1907), ministre d'État de Saxe-Altenbourg et vrai conseiller privé

## Armes

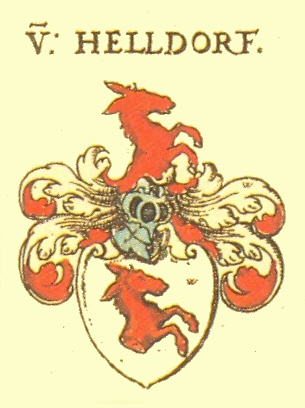
Armoiries inversées en miroir dans les armoiries de Siebmacher

Les armoiries de la famille montrent la partie avant d'une mule brune ou rouge (âne) sautante en argent. La mule poussant sur le casque aux lambrequins rouges et argentées.

## Anoblissement
Le 15 Octobre 1840, le chambellan prussien et chevalier d'honneur de l'ordre de Saint-Jean Wolf von Helldorff (de) auf Wohlmirstedt et Runstedt est élevé par le roi Frédéric-Guillaume IV au rang de comte prussien selon le droit de primogéniture et ses armoiries sont améliorées, à condition que le titre et le domaine de Wohlmirstedt soient transmis à chaque fils aîné issu d'un mariage noble.